# Tasker H. Bliss
Tasker Howard Bliss (Lewisburg, 31 dicembre 1853 – Washington, novembre 1930) è stato un generale statunitense.
Capo di stato maggiore dell'Esercito degli Stati Uniti dal 1917 al 1918, fece parte della delegazione statunitense alla firma del Trattato di Versailles.

## Biografia

### L'infanzia e gli studi
Tasker Howard Bliss nacque a Lewisburg nel 1853 dal religioso George Ripley Bliss (rettore della Bucknell University) e da Mary Ann Raymond; frequentò il College Phi Kappa Psi e fu successivamente ammesso alla United States Military Academy a West Point, ove si mise in mostra per le sue eccezionali abilità linguistiche, matematiche, e tattiche, diplomandosi nel 1875.

### Carriera militare
Nel 1885 Tasker H. Bliss venne promosso come istruttore presso la Naval War College, incarico che gli permise di intraprendere diversi viaggi in Inghilterra, Germania e Francia per studiare le scuole militari locali.
Nel 1898 venne inviato in Spagna come addetto militare della Legazione degli Stati Uniti, e in seguito allo scoppio della guerra ispano-americana divenne capo di stato maggiore sotto il generale James H. Wilson, venendo promosso con il grado di maggiore generale.
Il 7 giugno 1907 fu messo a capo del dipartimento militare dell'isola di Luzon nelle Filippine, ove gli venne affidato il comando del Dipartimento di Mindanao. Durante la Ribellione di Moro ricoprì l'incarico di governatore militare della medesima provincia sino al 1909, quando fu sostituito dal colonnello Charles Hagedon.
Il 23 settembre 1917 Tasker H.Bliss venne ufficialmente nominato Capo di stato maggiore dell'Esercito degli Stati Uniti succedendo così al Generale Hugh L. Scott. In questa nuova veste svolse un ruolo chiave nella mobilitazione delle forze statunitensi per un possibile conflitto in Europa, e inoltre fu un consigliere di fiducia del Segretario alla Guerra Newton Diehl Baker.
In seguito all'entrata in guerra degli Stati Uniti nel primo conflitto mondiale Bliss ricoprì anche l'incarico di rappresentante permantente presso il Consiglio Supremo di Guerra, ma a causa dell'età avanzata venne mandato ufficialmente in pensione.
Il 1º gennaio 1918 venne richiamato nell'esercito dal presidente Thomas Woodrow Wilson per far parte della delegazione militare statunitense presso Versailles in qualità di Consigliere militare del colonnello Edward Mandell House (maggior consigliere in politica estera del Presidente Wilson). Nel maggio dello stesso anno Bliss si dimise dall'incarico di Capo di Stato Maggiore per aver raggiunto l'età pensionabile obbligatoria, ma rimase a Parigi affiancando la delegazione statunitense, dove fu uno dei principali sostenitori della nomina di Ferdinand Foch a Comandante supremo alleato.
Pur continuando a sostenere l'insistenza del comandante dell'AEF John Pershing su un comando indipendente dell'esercito statunitense. Bliss fece pressioni per un trattamento indulgente nei confronti della Germania e dell'Impero austro-ungarico, e sostenne il coinvolgimento degli Stati Uniti nella Società delle Nazioni.
Morì a Washington il 9 novembre 1930 e venne sepolto nel Cimitero nazionale di Arlington.